# مركز الترجمة لهيئات الاتحاد الأوروبي
مركز الترجمة لهيئات الاتحاد الأوروبي (بالإنجليزية: Translation Centre for the Bodies of the European Union)‏ المعروف اختصاراً بـ CdT هو وكالة تابعة للاتحاد الأوروبي ومقرها مدينة لوكسمبورغ. يتمثل دورها الأساسي في تلبية احتياجات الاتصال المتعددة اللغات المتنوعة لوكالات الاتحاد الأوروبي وهيئات الاتحاد الأوروبي الأخرى. بالإضافة إلى ذلك، قد تطلبها مؤسسات الاتحاد الأوروبي لاستيعاب أي عمل فائض قد يكون لديها.
يساهم المركز أيضًا في التعاون مؤسساتي بين خدمات الترجمة المختلفة ذمن الاتحاد الأوروبي وذلك بهدف تعزيز استخدام مصطلحات الاتحاد الأوروبي بالإضافة إلى مشاركة أفضل الممارسات والأدوات في مجال اللغة.
يقدم المركز خدماته في اللغات الرسمية للاتحاد الأوروبي الأربع والعشرون وبلغات مختلفة خارج الاتحاد الأوروبي، بما في ذلك أكثر من 700 مجموعة لغوية في المجموع.
يدير المركز مجلس إدارة يضم ممثلين من الدول الأعضاء وعملاؤه وممثلين اثنين من المفوضية الأوروبية.

## الوظيفة
• تقديم خدمات لغوية لهيئات الاتحاد الأوروبي اللامركزية (بشكل رئيسي الوكالات)، وكذلك المؤسسات عند الضرورة، على أساس اتفاقية تعاون موقعة مع كل عميل.
• المساهمة في التعاون المؤسساتي بين مختلف خدمات الترجمة ضمن الاتحاد الأوروبي وذلك بهدف مواءمة الإجراءات وتبسيط أساليب العمل.

## المصطلحات التفاعلية الأوروبية (IATE)
كجزء من وظيفته، يدير المركز المصطلحات التفاعلية الأوروبية وهي أكبر قاعدة بيانات مصطلحية في العالم، نيابة عن مؤسسات الاتحاد الأوروبي.

## الخلفية القانونية
تأسس المركز من خلال التنظيم رقم 2965/94 الصادر عن مجلس الاتحاد الأوروبي في نوفمبر 1994. تمت مراجعة هذا التنظيم في مناسبتين: الأولى في عام 1995 (التنظيم رقم 2610/95)، لتوسيع أنشطة المركز لتشمل تلك المؤسسات والهيئات التي لديها خدمة ترجمة وتعزيز التعاون بين المؤسسات في مجال الترجمة؛ والثانية في عام 2003 (التنظيم رقم 1645/2003) لمواءمة بعض الأحكام مع التنظيم المالي المطبق على الموازنة العامة للجماعات الأوروبية.